# Tower Hill (Nevis)
Tower Hill ist ein Ausläufer des Nevis Peak im Norden der Insel Nevis im karibischen Inselstaat St Kitts und Nevis. Früher befand sich dort eine Plantage.

## Geographie
Der Hügel ist ein nördlicher Ausläufer des zentralen Vulkanmassivs. Der Gipfel liegt bei 332 m, während die ehemalige Plantage auf einer Höhe von ca. 133 m liegt.

## Geschichte
Die Plantage war im Jahre 2007 (rev. 2017) Inhalt einer wissenschaftlichen Arbeit von Historikern, in der ihre Geschichte dargestellt wurde. Von den Gebäuden sind heute nur noch Fundamentreste erhalten. Die ersten Belege finden sich dabei auf einer Karte von 1848. Im 18. Jahrhundert gibt es Hinweise auf die Familie Burt, die dort bis in die 1760er Jahre ihren Besitz hatte. Bereits aus dieser frühen Zeit gibt es Aufzeichnungen, dass auf der Plantage mit „341 acres 1 rood 2 perches“ 8 erwachsene „Weiße“ und 48 „Negro-Sklaven“ lebten. Die Zahl der Sklaven wuchs im Laufe der Zeit auf fast 200 Personen an.
Weitere Eigentümer:
- Joseph Briggs
- Brüder Gillespie, Händler aus London[3]
- J O Maloney
- Charles Spooner
- John Taylor
- William Hyndman
- Walter Maynard Pemberton
- Thomas Daniel

Im 18. Jahrhundert gab es auf der Plantage eine Windmühle und eine Dampfmaschine.